# Тодд Геркінс
Тодд Геркінс (англ. Todd Harkins, нар. 8 жовтня 1968, Клівленд) — американський хокеїст, що грав на позиції центрального нападника. Грав за збірну команду США.

## Ігрова кар'єра
Професійну хокейну кар'єру розпочав 1990 року.
1988 року був обраний на драфті НХЛ під 42-м загальним номером командою «Калгарі Флеймс».
Протягом професійної клубної ігрової кар'єри, що тривала 12 років, захищав кольори команд НХЛ «Калгарі Флеймс» та «Гартфорд Вейлерс», а також грав за низку команд нижчих північноамериканських ліг, Німеччини і Швейцарії.
Виступав за збірну США.